# Koos Rietkerk

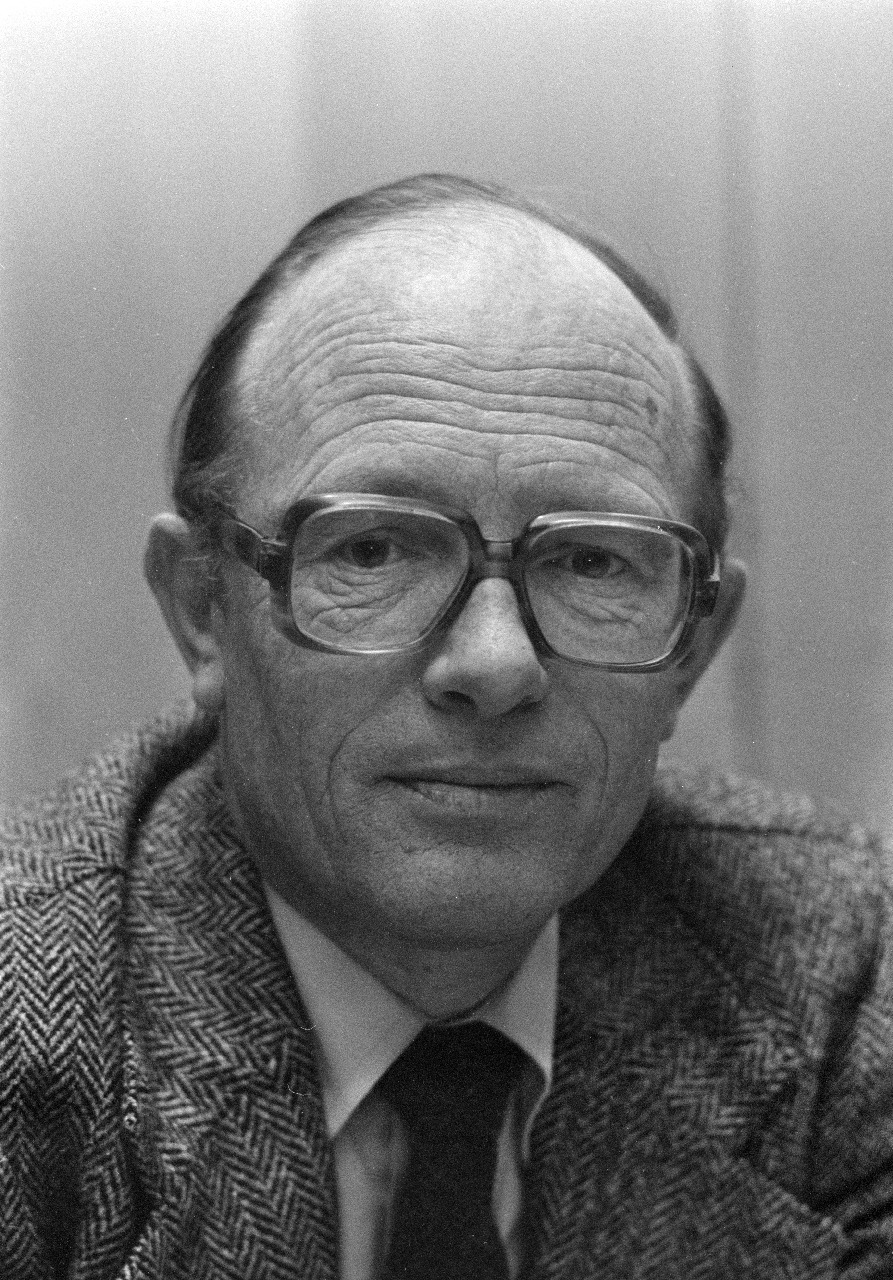
Koos Rietkerk (1977)

Jacobus „Koos“ Gijsbert Rietkerk (* 14. Dezember 1927 in Boskoop, Provinz Südholland; † 20. Februar 1986 in Den Haag) war ein niederländischer Politiker der Volkspartij voor Vrijheid en Democratie (VVD), der unter anderem zwischen 1971 und 1973 Staatssekretär im Sozialministerium im Kabinett Biesheuvel sowie von 1982 bis zu seinem Tod 1986 Innenminister im ersten Kabinett Lubbers war. Als Innenminister stand er wegen seiner Pläne zur Kürzung der Einkommen im öffentlichen Dienst im Mittelpunkt von Protesten von Staatsbediensteten.

## Leben

### Rechtsanwalt, Mitglied der Zweiten Kammer und Staatssekretär
Rietkerk begann nach dem Besuch der Erweiterten Grundschule und des Christelijk Lyceum in Haarlem 1947 ein Studium im Fach Recht der Niederlande an der Rijksuniversiteit Leiden, das er im Juli 1952 abschloss. Während seines Studiums engagierte er sich in der Antirevolutionären Studentenvereinigung ARJOS (Anti-revolutionaire Jongeren Studieclubs). Danach nahm er am 28. Januar 1953 eine Teilzeittätigkeit als Rechtsanwalt in einer Anwaltskanzlei in Haarlem auf, die er bis 1956 ausübte, und war gleichzeitig zwischen 1953 und 1956 juristischer Mitarbeiter der Staatlichen Auswanderungsbehörde (Rijks Emigratie Dienst). Anschließend wechselte er 1956 zum Niederländischen Gemeindebund VNG (Vereniging van Nederlandse Gemeenten) und arbeitete bis 1959 als juristischer Mitarbeiter dieser kommunalen Interessenvertretung. Im Anschluss war er von 1959 bis Februar 1967 Sekretär des Zentralen Sozialen Arbeitgeberverbandes CSWV (Centraal Sociaal Werkgevers Verbond).
Am 23. Februar 1967 wurde Rietkerk, der 1958 als Mitglied der Volkspartij voor Vrijheid en Democratie (VVD) beigetreten war, Mitglied der Zweiten Kammer der Generalstaaten und gehörte dieser bis zum 28. Juli 1971 an. Am 28. Juli 1971 wurde er von Ministerpräsident Barend Biesheuvel zum Staatssekretär im Sozialministerium (Staatssecretaris van Sociale Zaken) in dessen Regierung berufen und bekleidete dieses Amt bis zum 23. April 1973. Er war in dieser Funktion insbesondere für soziale Sicherheit und Beschäftigung zuständig. Er war zwischen dem 23. Januar und dem 1. September 1973 abermals Mitglied der Zweiten Kammer und in dieser Zeit zwischen dem 19. Juni und dem 1. September 1973 Vize-Vorsitzender des Ständigen Ausschusses für Soziales. Am 8. Juni 1973 wurde ihm das Ritterkreuz des Orden vom Niederländischen Löwen verliehen. Nach seinem Ausscheiden aus dem Parlament arbeitete er vom 1. September 1973 bis zum 1. September 1974 als Sozialdirektor des Unternehmerverbandes VNO (Verbond van Nederlandse Ondernemingen).

### Fraktionsvorsitzender der VVD und Innenminister

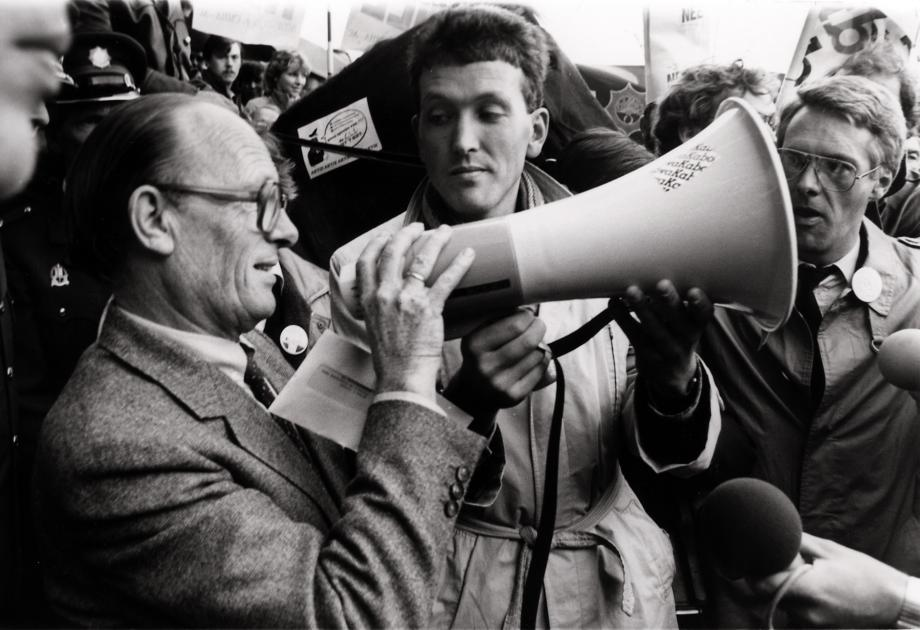
Rietkerk als Innenminister bei einer Protestkundgebung gegen seine Einkommenssparvorschläge im öffentlichen Dienst am 31. Oktober 1983 in Utrecht

Rietkerk wurde am 11. September 1974 erneut Mitglied der Zweiten Kammer der Generalstaaten und gehörte dieser nunmehr bis zum 4. November 1982 an. Während dieser Zeit war er zwischen 1974 und 1977 zunächst Mitglied des Fraktionsvorstandes und danach vom 26. Mai bis zum 19. Dezember 1977 Zweiter Sekretär der VVD-Fraktion. Nachdem Hans Wiegel am 19. Dezember 1977 im ersten Kabinett von Ministerpräsident Dries van Agt die Ämter als stellvertretender Ministerpräsident und Innenminister übernommen hatte, löste er diesen wiederum als Vorsitzender der VVD-Fraktion in der Zweiten Kammer ab und bekleidete diese Funktion bis zum 27. Mai 1981. Anschließend übte er vom 27. Mai 1981 bis zum 29. Oktober 1982 die Funktion als Vize-Vorsitzender der VVD-Fraktion aus. Zugleich war er vom 7. April 1981 bis zum 4. November 1982 Vorsitzender des Ständigen Ausschusses für den Ombudsman sowie des Weiteren zwischen dem 30. September 1981 und dem 4. November 1982 Vorsitzender des Ständigen Ausschusses der Zweiten Kammer für Angelegenheiten der Niederländischen Antillen.
Am 4. November 1982 wurde Rietkerk von Ministerpräsident Ruud Lubbers schließlich selbst zum Innenminister (Minister van Binnenlandse Zaken) in dessen erstes Kabinett berufen. In dieser Funktion stand er wegen seiner Pläne zur Kürzung der Einkommen im öffentlichen Dienst 1983 im Mittelpunkt von Protesten von Staatsbediensteten, die vom Vorsitzenden der Gewerkschaft des öffentlichen Dienstes Abvakabo FNV (Algemene Bond van Ambtenaren (ABVA)/Katholieke Bond van Overheidspersoneel (KABO)), Jaap van de Scheur, organisiert wurden. Die Proteste standen unter dem Slogan „Wütend auf Koos“ (‚Boos op Koos‘). Als Minister sprach er sich ferner gegen die Gründung einer eigenen Stadtprovinz Rijnmond mit Rotterdam als Regionalstadt aus. Am 20. Februar 1986 verstarb er in seinem Büro im Innenministerium, woraufhin zunächst Justizminister Frits Korthals Altes das Amt kommissarisch und Rudolf de Korte am 12. März 1986 das Amt des Innenministers übernahm.
Einer seiner Brüder war Jan Rietkerk, der für die Reformatorische Politieke Federatie (RPF) von 1987 bis 2001 Bürgermeister von Genemuiden war, und Onkel von dessen Sohn Theo Rietkerk, der zwischen 1998 und 2003 den Christen-Democratisch Appèl (CDA) als Mitglied in der Zweiten Kammer der Generalstaaten vertrat.